# August Süsstrunk
August Süsstrunk (* 17. Juli 1915 in Wettingen; † 18. Dezember 1994 in Baden) war ein international tätiger Schweizer Geophysiker, Professor an der Universität Bern und späterer Vizedirektor am Lehrerseminar Wettingen.

## Biografie
August Eduard Süsstrunk wuchs in einem Arbeitermilieu auf. Mit dem Besuch der Übungsschule von der 1. bis 5. Primarklasse im Lehrerseminar Wettingen kam er zum ersten Mal in Berührung mit seiner späteren Wirkungsstätte als Vizedirektor. Nach der Bezirksschule in Baden absolvierte er das Lehrerseminar, um anschliessend an Gemeindeschulen zu unterrichten.
Sein Ziel war das Studium in Mathematik und Physik an der ETH Zürich, das er 1942 mit dem Diplom beendete. Für die nächsten sechs Jahre arbeitete er als Assistent für Geophysik an der ETH. Schliesslich gründete er eine Firma, die sich mit geophysischen Untersuchungen befasste. 1958 erhielt er den Lehrauftrag „Praktische Geophysik, insbesondere für Geologie“ an der Universität Bern. 1964 wirkte er als Lektor und 1967 als Honorarprofessor.
Seine beruflichen Kenntnisse waren schwerpunktmässig im Tessin, in Italien und Frankreich und in der schweizerischen Gletscherforschung gefragt. Als Geophysiker war er Mitglied der Gletscherkommission. Bei Messungen am Gornergletscher 1948 und 1949 wurde durch ihn die Seismik als Bestandteil der Gletscher-Untersuchungen miteinbezogen.
1960 wechselte er als Dozent für Mathematik und Physik an das Lehrerseminar Wettingen, wo er 1964 zusätzlich die Funktion des Vizedirektors übernahm. In seiner 21-jährigen Tätigkeit im aargauischen Schulwesen war er auch am Aufbau des Zweigseminars Wohlen und bei der Planung der Höheren Pädagogischen Lehranstalt in Zofingen beteiligt.

## Nachweise
- Gletscher im ständigen Wandel (= Schweizerische Akademie der Naturwissenschaften: Publikationen der Schweizerischen Akademie der Naturwissenschaften, Band 6). vdf, Zürich 1995, ISBN 3-7281-2208-4
- Badener Neujahrsblätter. Band 71, 1996, Albert Hauser
- Die seismischen Methoden der angewandten Geophysik. Vortrag von A. Süsstrunk, gehalten an der Jahresversammlung der VSP 1946 in Zürich
- Sondages du glacier par la méthode sismique. = Extr. de La Houille Blanche, no spécial A/1951, S. 309, Süsstrunk, A.

| Personendaten    | Personendaten                                                                                                 |
| ---------------- | --- |
| NAME             | Süsstrunk, August                                                                                             |
| KURZBESCHREIBUNG | Schweizer Geophysiker, Professor an der Universität Bern und späterer Vizedirektor am Lehrerseminar Wettingen |
| GEBURTSDATUM     | 17. Juli 1915                                                                                                 |
| GEBURTSORT       | Wettingen |
| STERBEDATUM      | 18. Dezember 1994                                                                                             |
| STERBEORT        | Baden |